# Roth-Steyr M1907
Roth-Steyr M1907, офіційна назва Roth-Krnka M.7 — австрійський самозарядний пістолет часів Першої та Другої світової. Перший в історії самозарядний пістолет, прийнятий як основна короткоствольна зброя великим військовим формуванням (кавалерією Австро-Угорщини).

## Найменування
Офіційними розробниками називаються австрійця Георга Рота (нім. Georg Roth) і чех Карела Крнку (чеськ. Karel Krnka). З їх прізвищ і складається офіційна назва. Виробництво велося в австрійській компанії Steyr та угорській FEG, однак оскільки основний випуск відбувався у Штайрі, пістолет отримав назву Roth-Steyr M1907.

## Структура

### Ствол та затвор
Основний принцип роботи пістолета — автоматика з рухомим стволом та коротким ходом при віддачі. Замикання здійснюється при повороті ствола, який має два комплекти бойових виступів: передня їх пара розташовується у дульного зрізу та відповідає за обертання ствола у відкаті та накаті; задня відповідає за зчеплення із затвором, який має в передній частині трубчасту форму та охоплює ствол із задньої частини. Велика частина затвора прихована в кожусі ствола (ствольній коробці), в задній частині можна побачити його круглу головку, яка дозволяє зводити затвор вручну.

### Ударно-спусковий механізм та постріл
Ударно-спусковий механізм належить до типу ударного одинарної дії. Після кожного пострілу ударник зводиться частково, і Зведення ударника відбувається при натисканні на спусковий гачок. У разі осічки ударник зводиться вручну шляхом часткового відтягування затвора назад. Ручних запобіжників в конструкції немає, живлення здійснюється з однорядного невідокремленого магазина, розташованого в рукоятці зброї.
Спорядження магазина здійснюється при відкритому затворі через верхнє вікно в ствольній коробці за допомогою спеціальних обойм. Повна обойма вставляється в пази вікна, патрони з неї видавлюються вниз в магазин, після чого обойма витягується, а затвор закривається і автоматично досилає у ствол перший патрон. Для швидкої розрядки після блокування затвора в задньому положенні натискається кнопка на лівій стороні зброї, що відключає обмежувач руху патронів та викидає патрони через вікно у ствольній коробці.

## Використання
З 1907 по 1914 роки було вироблено близько 99 тисяч пістолетів: з них як мінімум 59 334 примірника вироблялися в Штайрі, 38213 — на заводах FEG, ще деякі екземпляри продавалися в приватних магазинах зброї. Виробництво фактично припинилося 1918 року. Пістолет використовувався частинами армій єдиної Австро-Угорщини, потім вступив як основна зброя армій вже незалежних Австрії, Угорщини, Чехословаччини, Польщі, Югославії та Італії. У Другій світовій війні його активно використовували італійські частини.